# Proszę o książkę zażaleń
Proszę o książkę zażaleń (org. Дайте жалобную книгу) – komedia radziecka z 1965 roku w reż. Eldara Riazanowa. 

## Opis fabuły
Moskiewska restauracja „Dmuchawiec” cieszy się ponurą sławą. Kelnerzy zbyt wolno obsługują klientów, a jedzenie jest niesmaczne. Książka zażaleń w restauracji zazwyczaj jest pełna wpisów. Sytuacja ulega zmianie, kiedy w restauracji pojawia się dziennikarz Jurij Nikitin z przyjaciółmi. Publikacja felietonu o restauracji spotyka się z dużym zainteresowaniem czytelników. Dla Nikitina oznacza to także początek znajomości z Tatianą Szumową, dyrektorką „Dmuchawca”. Dziennikarz pomaga Tatianie przekształcić restaurację w nowoczesną kawiarnię dla młodzieży.
W filmie epizodycznie pojawia się trójka rzezimieszków, znana z innych filmów Riazanowa (Bałbies, Trus i Bywałyj).

## Role
- Oleg Borisow jako Jurij Wasiljewicz Nikitin, dziennikarz gazety „Młodość”
- Łarisa Gołubkina jako Tatiana Aleksandrowna Szumowa
- Anatolij Kuzniecow jako Iwan Iljicz Kondakow
- Anatolij Papanow jako Wasilij Kutajcew, zastępca dyrektora restauracji
- Nikołaj Kriuczkow jako Nikołaj Iwanowicz, dyrektor wydziału handlu
- Nikołaj Parfionow jako Iwan Siemionowicz Postnikow
- Nina Agapowa jako bufetowa Zinajda
- Tatiana Gawriłowa jako urzędniczka Kława Raspopowa
- Natalia Surowiegina jako urzędniczka Rajeczka
- Rina Zielona jako piosenkarka w restauracji
- Dżemal Sicharulidze jako dziennikarz Tengiz, przyjaciel Nikitina
- Mikaela Drozdowska jako Masza, żona Tengiza
- Jurij Nikulin jako sprzedawca w sklepie z odzieżą
- Nina Agapowa jako bufetowa Zinaida
- Zoja Isajewa jako Wiera